# Меганж
Мега́нж (фр. Mégange) — коммуна во французском департаменте Мозель региона Лотарингия. Относится к кантону Буле-Мозель.

## География
Меганж расположен в 22 км к северо-востоку от Меца. Соседние коммуны: Пибланж на севере, Гомланж и Беттанж на северо-востоке, Эбланж на востоке, Рупельданж и Генкиршан на юго-востоке, Энканж на юге, Шарлевиль-су-Буа на юго-западе, Бюртонкур на северо-западе.

## История
- Деревня бывшего сеньората де Ври.

## Демография
По переписи 2008 года в коммуне проживало 203 человека.

## Достопримечательности
- Часовня 1860 года, пьета XIX века.